# Buzescu
Buzescu est une commune du județ de Teleorman en Roumanie.